# 沈良才
沈良才（1506年—？），字德夫，號鳳岡，直隶揚州府泰州（今江蘇省泰興縣）人，軍籍，明朝政治人物。

## 生平
嘉靖七年（1528年）戊子科應天府鄉試第四十三名。嘉靖十四年（1535年）乙未科三甲進士，改翰林院庶吉士。嘉靖十六年（1537年）正月，任兵科給事中，后升任工科左給事中。嘉靖二十年，任吏科都給事中。嘉靖二十二年，任南京大理寺右寺丞；嘉靖二十七年，任大理寺右少卿。后升任大理寺卿、大理寺左少卿。嘉靖三十年，任都察院右僉都御史、鄖陽巡撫。嘉靖三十二年，任大理寺卿。嘉靖三十三年，任兵部右侍郎。嘉靖三十五年，兼任都察院右僉都御史。嘉靖三十六年二月，以考察自陈，调任南京，因得罪严嵩而被免職。

## 著作
有《沈鳳岡集》。

## 家族
曾祖沈源；祖父沈儒，曾任訓導；父沈璁。母張氏。慈侍下。兄沈良臣（贡士）。